# Glacier des Grands Couloirs
Le glacier des Grands Couloirs est un glacier suspendu français du massif de la Vanoise (Alpes). Il est situé sur la face sud-ouest de la Grande Casse (3 855 m). Il surplombe le lac Long.